# بیل اندروز
بیل اندروز (انگلیسی: Bill Andrews؛ زادهٔ ۱ ژانویهٔ ۱۹۶۶) موسیقی‌دان اهل ایالات متحده آمریکا است.